# تپه گورستان آغچه زیوه
تپه قبرستان آغچه زیوه مربوط به هزاره اول قبل از میلاد - سدهٔ ۸–۶ ه‍.ق است و در شهرستان نقده، بخش مرکزی، دهستان میرآباد، روستای آغچه زیوه واقع شده و این اثر در تاریخ ۷ خرداد ۱۳۸۷ با شمارهٔ ثبت ۲۲۹۲۳ به‌عنوان یکی از آثار ملی ایران به ثبت رسیده است.